# Neodi Saretta
Neodi Saretta é um político brasileiro

## Carreira
Eleito vereador em Concórdia em 1988, sendo o mais jovem da legislatura e o primeiro eleito pelo Partido dos Trabalhadores (PT) em Concórdia. É formado em direito.
Foi deputado à Assembleia Legislativa de Santa Catarina na 13ª legislatura (1995 — 1999) e na 14ª legislatura (1999 — 2003), sendo o mais jovem Deputado Estadual e Presidente da Assembléia Legislativa do Estado de Santa Catarina de 1998 a 1999; o primeiro do PT a alcançar esta posição. Em 2000, renunciou ao cargo de Deputado Estadual para assumir a Prefeitura de Concórdia. 
Eleito prefeito de Concórdia em 2000, com mandato de 2001 a 2004, reeleito em 2004 com mandato de 2005 a 2008. Presidente da AMAUC - Associação dos Municípios do Alto Uruguai Catarinense e da FECAM - Federação Catarinense dos Municípios em 2005.
Nas eleições de 2010, foi eleito Deputado Estadual para a 17ª legislatura (2011 - 2015). Já nas eleições de 2014, em 5 de outubro, foi eleito deputado estadual para a 18ª legislatura (2015 — 2019). Em 2018, reelegeu-se novamente, empossado para um 4º mandato, na 19ª legislatura (2019 - 2022).

Alguns prêmios: Melhor Gestão Fiscal Responsável do País em 2002, "Prefeito Mais Responsável do País", Reconhecido pela Abrinq como "Prefeito Amigo das Crianças" nas duas gestões, Título de "Cidadão Concordiense" concedido pela Câmara de Vereadores de Concórdia.[carece de fontes?]